# Carnavals de la vallée du Viroin
Les carnavals de la vallée du Viroin sont des fêtes folkloriques annuelles organisées dans la commune belge de Viroinval en province de Namur. 
Il s'agit de trois carnavals organisés dans les villages voisins de Vierves-sur-Viroin, Olloy-sur-Viroin et Treignes dans la vallée du Viroin. 
Ils comptent parmi les chefs-d’œuvre du Patrimoine oral et immatériel de la Fédération Wallonie-Bruxelles depuis 2012 et ont la particularité d'allier deux traditions vivaces de Wallonie : le carnaval et le grand feu qui clôture les festivités le mardi gras.

## Origine

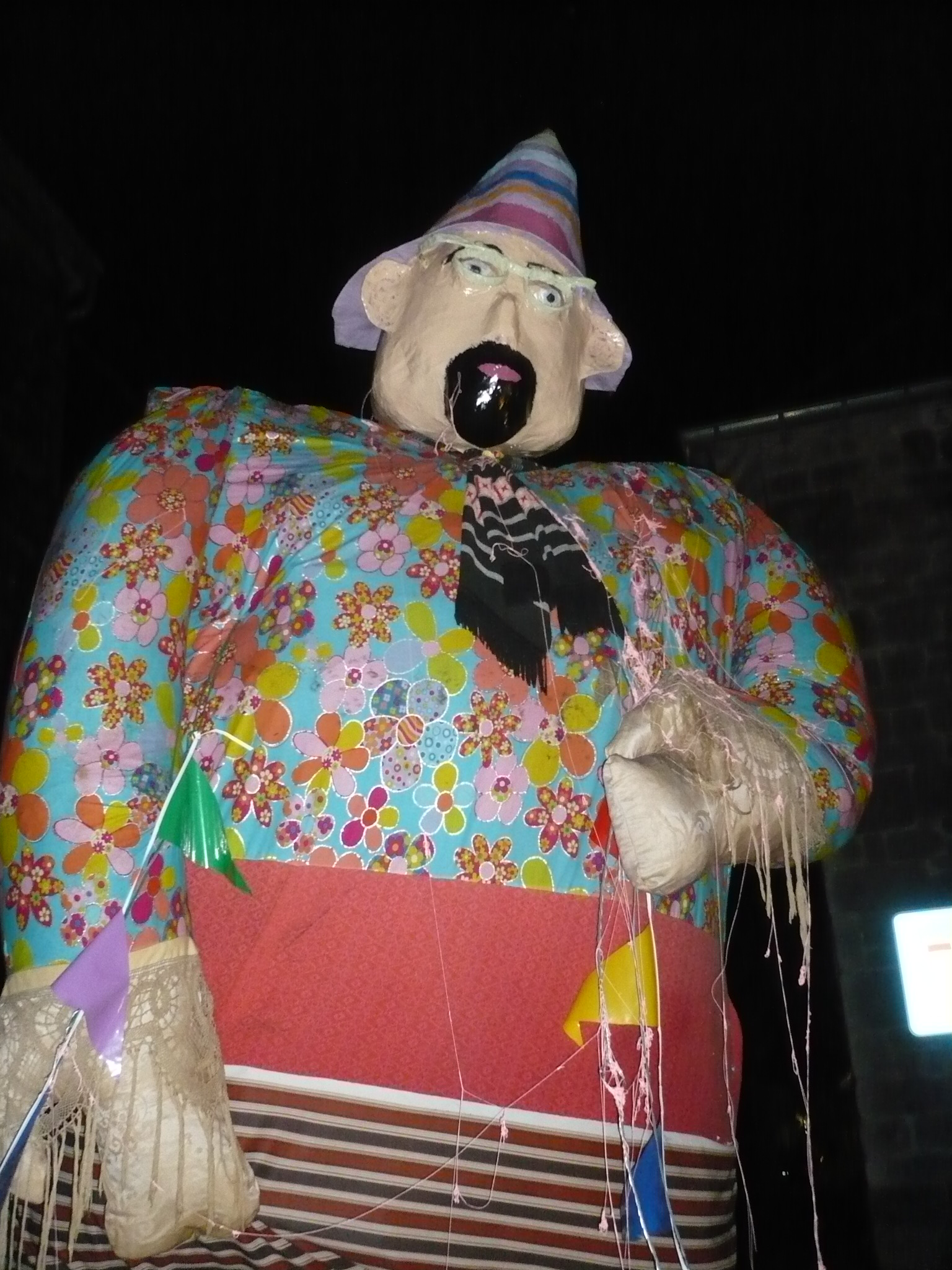
Le chebette ou Bonhomme Hiver d'Olloy-sur-Viroin

Ces trois carnavals fêtent le passage de l’hiver au printemps. Ils existent au moins depuis le XIXe siècle et couvrent une période allant de la fête de la Chandeleur (le 2 février) au mardi gras. À Vierves, la fin de Johan Simon est la plus connue: la tradition se fonde sur une tradition qui date du Moyen Âge, on récite des poèmes satiriques et on poursuit les filles avec un vieux chiffon pour les salir.  Cette action avait pour explication et utilité de salir physiquement les filles pour que ces dernières échappent au droit de cuissage que s'arrogeait jadis le seigneur local. 

## Coutumes
Parmi les coutumes locales, le reloquetage est une action menées par les r’loqueteus, de jeunes hommes célibataires du village, armés d’un bâton et d’une loque qui essaient d’attraper les jeunes filles pour les badigeonner de purin. 
La tradition veut que si un masqué vient frapper à votre porte, vous devez lui ouvrir et lui servir à boire jusqu'à ce que vous l’ayez reconnu.
Le Mardi gras, le cortège en fanfare entoure un gros mannequin de paille et de foin hissé sur une remorque et tiré par un tracteur. Le carnaval se termine dans la soirée par le jugement du bonhomme Hiver et sa mise à feu ou sa noyade dans le Viroin. Après le grand feu, les participants se régalent d'une traditionnelle omelette au lard. 